# Luiz Diallisson de Souza Alves
Luiz Diallisson de Souza Alves (* 13. Dezember 1986 in Apodi), auch bekannt als Apodi, ist ein brasilianischer Fußballspieler.

## Karriere
Apodi begann seine Karriere 2005 bei EC Vitória. 2008 unterschrieb er einen Vertrag beim Erstligisten Cruzeiro EC. Danach spielte er bei FC Santos, EC Vitória und Guarani FC. 2011 wechselte er zum japanischen Zweitligisten Tokyo Verdy. Von 2013 bis 2014 spielte er beim mexikanischen Querétaro und Delfines del Carmen Fútbol. 2016 spielte er beim russischen FK Kuban Krasnodar. Danach spielte er bei Sport Recife, Chapecoense, AA Ponte Preta und Goiás EC.